# Heterossexualidade queer
Heterossexualidade queer descreve uma pessoa ou relação heterossexual controversamente chamada de queer. O conceito foi discutido pela primeira vez em meados da década de 1990, criticamente dentro do feminismo radical, e como uma identificação positiva de Clyde Smith em um artigo entregue em uma conferência em Amesterdão de 1997; maioria dos trabalhos cita esses dois como seu ponto de entrada na discussão. Em 2003, The Village Voice publicou um artigo chamado "The Queer Heterosexual", mencionado em artigos publicados desde que isso delineia o território coberto pelo termo.
Diz-se que a heterossexualidade queer é demonstrada quando um ou todos os elementos de um casal heterossexual possuem uma expressão de género de maneiras não tradicionais: mulheres masculinas ou homens femininos heterossexuais, ou assumindo papéis de gênero que variam das feminilidade e masculinidade hegemônicas da cultura em questão. O termo é considerado por muitas pessoas LGBT ofensivo porque, entre outras coisas, é uma apropriação indevida das lutas e opressões enfrentadas pelas pessoas LGBT, por aqueles que nunca experimentaram essa opressão. Também implica que a não-conformidade com todos os estereótipos de gênero (por exemplo, gostar de cozinhar como homem ou gostar de trabalho manual como mulher) torna alguém estranho ou diferente.

## Crítica feminista e teoriaqueer
Kitzinger e Wilkinson argumentaram que a reabilitação da heterossexualidade através da "heterossexualidade 'queer'" como "um conceito derivado da teoria pós-moderna e queer" é vista como falha de uma perspectiva feminista radical. Reconhecendo que a 'heterossexualidade queer' raramente é explorada em detalhes, eles explicam que "a noção de 'heterossexual queer' havia se estabelecido na teoria queer", ganhando dinheiro não porque as pessoas estão convencidas de que é possível ou desejável, mas "porque a heterossexualidade queer é um componente necessário da 'transgressão de gênero' (gender bender) "em termos butlerianos. 'Heterossexualidade queer' é nomeada no projeto que desestabiliza todas essas categorias e se move em direção a um mundo em que categorias como heterossexuais são redundantes.
Em um artigo de 2004, Annette Schlichter descreve o discurso sobre a heterossexualidade queer tendo como objetivo "a possível e reconstrução da subjetividade heterossexual por meio da aspiração direta dos autores de se identificar como queer". No artigo, é delineada uma genealogia da heterossexualidade queer, apontando que "a crítica queer da normatividade sexual está vinculada à história de identidades específicas e comprometida com a desestabilização das orientações sexuais — incluindo aquelas que se tornaram hegemônicas", enquanto "críticas preocupados com questões de visibilidade e diferença lésbicas ocasionalmente aumentam o espectro do heterossexual queer...como uma indicação da perversão do projeto queer de identidades sociais e políticas e suas relações com o poder".
Colocando de lado a questão de saber se a ideia de contágio homossexual é necessariamente homofóbica, Guy Davidson usa o artigo do Village Voice como um exemplo de como a ideia de subversão queer da heterossexualidade pode ter "implicações politicamente positivas", especificamente em relação ao artigo de celebração de Tristan Taormino sobre a comemoração queerização (tradução livre de queering) de sexo heterossexual do movimento LGBT pratica a produção do "heterossexual queer".
Em Straight Writ Queer, os autores reconhecem que o heterossexual queer está apenas começando a emergir do armário, buscando no livro "identificar e se assumir heterossexual queer" na literatura histórica e contemporânea identificar "práticas heterossexuais inerentemente queer" que criticam heteronormatividade e abre possibilidades para o futuro. Os exemplos do livro incluem Anacoretas, o Marquês de Sade e Algernon Charles Swinburne como exemplos de heterossexuais queer. "O masoquismo masculino nega uma masculinidade baseada no domínio fálico e, portanto, torna-se um local estratégico para a resistência heterossexual queer à heteronormatividade".

## Exame de masculinidade
Em 2005, Robert Heasley explorou a heterossexualidade queer entre um grupo de homens que ele identifica como "homens queer heterossexuais". Segundo Heasley, esses homens são heterossexuais auto-identificados que não acham confortáveis os espaços sociais dominados por personalidades tradicionalmente masculinas. Heasley acredita que a falta de entendimento da masculinidade pode ser resolvida através da criação de uma terminologia para descrever o comportamento masculino não-hegemônico. Ele lista comportamentos como abraços platônicos, mãos dadas e abertura emocional entre os exibidos por homens heterossexuais queer.
Homens que foram pesquisados sobre seu comportamento "quase hétero" deram várias razões para essa auto-identificação: alguns se sentiram constrangidos pelos modelos tradicionais de gênero e orientação sexual, outros acharam os homens atraentes. Alguns tinham uma pequena quantidade de interesse sexual em homens, mas nenhum desejo por relações românticas homossexuais ou a relação sexual, enquanto outros consideraram interesse romântico, mas não sexual em outros homens.

## Controvérsia
Como queer é geralmente definido como sinônimo de LGBT, ou definido como "não heterossexual", esse termo é controverso. Algumas pessoas LGBT desaprovam a apropriação de queer por indivíduos heterossexuais cisgênero, uma vez que o termo tem sido usado como um insulto às pessoas LGBT. Quando celebridades heterossexuais se auto-identificam como queer, argumenta-se que elas simplesmente brincam com as partes "modernas" da identidade LGBT, sem ter que sofrer a opressão; trivializando assim as lutas que as pessoas queer reais vivenciam:
Os críticos do termo comparam o uso de heterossexual queer a celebridades como Madonna, que se apropriou da dança vogue por suas performances, fazendo uma dança de homens gays negros e lucrando disso. Daniel Harris, autor de The Rise and Fall of Gay Culture, disse que as pessoas que se autodenominam "heterossexuais queer' têm a impressão de que estão fazendo algo corajoso... Estou um pouco enjoado assim os homens héteros usariam esses termos, enquanto Sky Gilbert referia a Calvin Thomas como "um homenzinho heterossexual que deseja desesperadamente ser um membro de carteirinha da comunidade gay".
O revisor gay Jameson Fitzpatrick disse sobre o Straight James/Gay James, de James Franco: "Não consigo imaginar a dificuldade de ser uma pessoa cis e heterossexual que não se deixa enganar pelas ficções fundamentais de estruturas de poder hetero- e cisnormativas e não queira perpetuá-los - sem dizer que não consigo imaginar que a dificuldade possa ser maior do que as várias violências que muitas pessoas queer ainda enfrentam hoje em dia - isso pode ser a chave para o problema que persiste na alegação de Franco de ser queer e que sobre isso que irrita tantos homens gays: a falta de perspectiva". Fitzpatrick disse que conhecia muitas pessoas que poderiam se qualificar como heterossexuais queer, mas nenhuma que usaria o rótulo para si mesmas e nenhuma que exibisse seus privilégios como Franco faz em seu livro. Uma discussão sobre James Franco e a heterossexualidade queer de Anthony Moll rejeita a ideia de que a arte de Franco é queer: "Desde o conceito da entrevista entre seu eu heterossexual e seu ser queer, até sua tentativa de discutir com heterossexualidade queer, Franco se depara com isso, como um teórico queer novato que está falando sobre ideias interessantes, mas no final incompletas".